# Karolew (województwo wielkopolskie)
Karolew – wieś w Polsce położona w województwie wielkopolskim, w powiecie gostyńskim, w gminie Borek Wielkopolski. Sołectwo Karolew stanowi najliczniejszą część gminy, liczącą 845 mieszkańców, w tym Trzecianów Osiedle i Dorotów. Lisia Droga to wspólna ulica dla Borku i Karolewa. Po prawej stronie ciągnie się miasto, a po lewej wieś, która w sposób wyraźny przypomina miejską dzielnicę.
Karolew powstał w 1836 roku, założony przez barona Karola Graeve, ostatniego prywatnego właściciela Borku Wielkopolskiego. Sześć lat później, w 1842 roku, wzniósł on nowy pałac, jako swoją rodową siedzibę do której przeniósł się wraz z rodziną. Był on hojnym i bardzo poważnym dziedzicem. Za jego życia majątek podlegał znacznym zmianom dzięki jego staraniom. Karol Greave wprowadził ulepszenia, które przyczyniły się do wzrostu dochodów. Sprowadził woły i zakupił lepsze ziarno do zasiewów, a także uporządkował granice posiadłości oraz wzniósł nowe budynki. Baron interesował się także przemysłem rolnym i zbudował gorzelnię połączoną z młynem. Niestety, gorzelnia ta spłonęła w 1945 roku i nigdy nie została odbudowana. Podobny los o mało nie spotkał pałacu w Karolewie, który prawie doszczętnie spłonął 19 grudnia 1969 roku. Na szczęście podjęto szybką decyzję o jego odbudowie, a prace trwały w latach 1970-75. Dzięki temu udało się przywrócić pałacowi jego dawny blask.
Dziedzictwo Karolewa przetrwało do teraz, zachowując niemal niezmieniony układ ziemski. Począwszy od roku 1945, działał tu jako folwark, przekształcony później w państwowe gospodarstwo rolne. Pałac stał się siedzibą kombinatu PGR, zarządzającego wieloma zakładami oraz posiadającym ponad 5500 hektarów ziemi. To miejsce dało początek osiedlu pegeerowskiemu, które rozwinęło się wokół przedsiębiorstwa. W latach 1977–1980 wzniesiono pięć dużych bloków oraz sześć mniejszych, a także osiedle domków jednorodzinnych, które obejmuje 10 domków szeregowych, 10 wolnostojących i trzy bliźniaki. W okresie działalności kombinatu pracowało tam około 1000 osób. W latach 1975–1998 miejscowość administracyjnie należała do województwa leszczyńskiego.